# Unschlittplatz

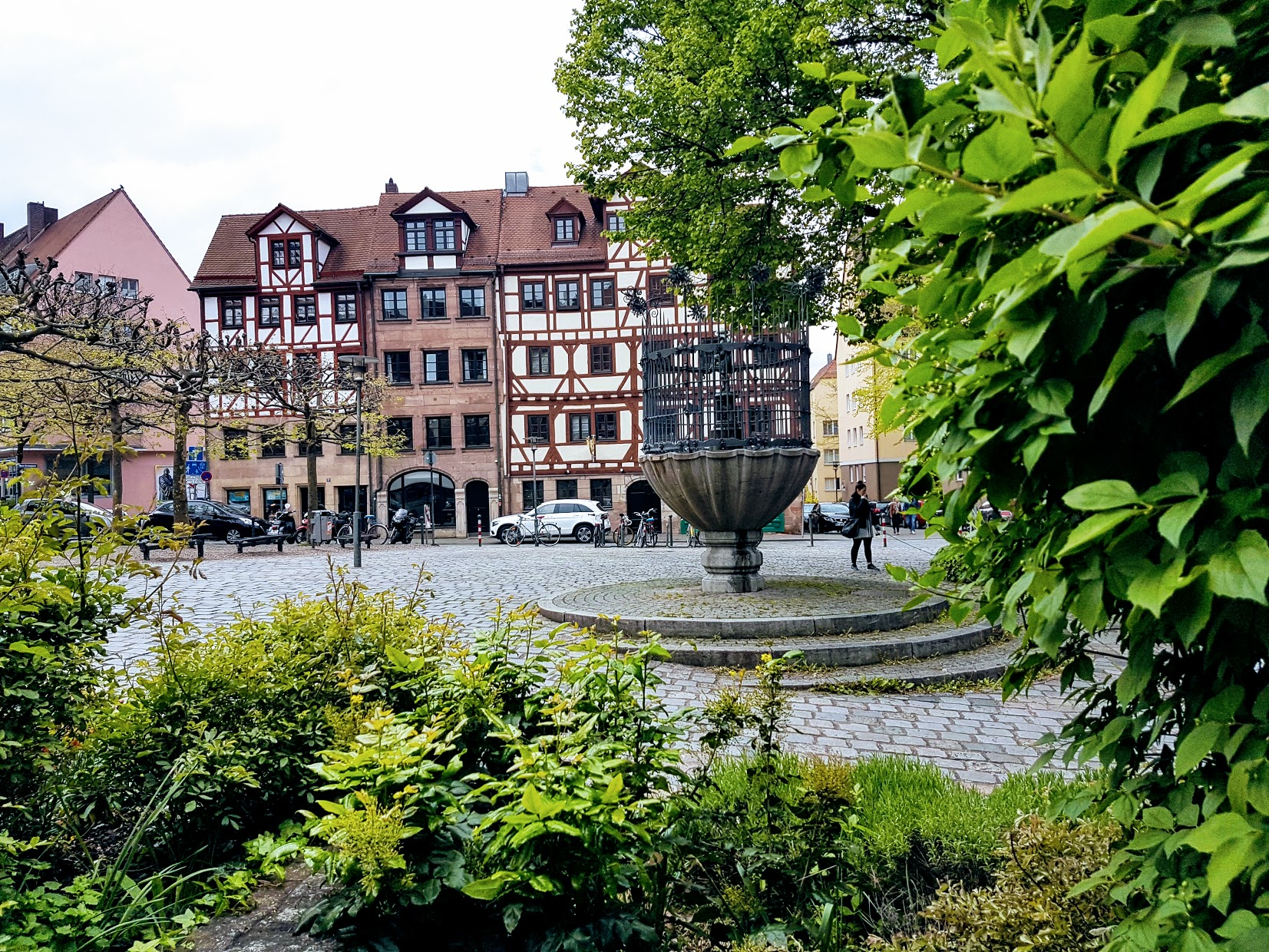
Unschlittplatz mit Dudelsackpfeifer-Brunnen (2017)

Der Unschlittplatz ist ein Platz in Nürnberg. Als mittelalterliches Baudenkmal-Ensemble gehört es zu den wichtigsten historischen Sehenswürdigkeiten der südlichen Nürnberger Altstadt und ist eine Station der Historischen Meile Nürnbergs.

## Geographische Lage
Der Unschlittplatz liegt in der Lorenzer Altstadt südlich der Pegnitz zwischen der Maxbrücke und dem Henkersteg im Norden und der Karl-Grillenberger-Straße im Süden.

## Zur Geschichte

### Die Namen des Platzes
Das Unschlitthaus an der Ostseite des Unschlittplatzes gab dem Platz seinen Namen. Es war einer der sieben Kornkästen, die die Stadt im 15. Jahrhundert errichten ließ. Seinen Namen trägt der Speicher von dem Unschlittamt, das 1562 im Erdgeschoss untergebracht war und als städtische Monopolbehörde für Unschlitt bzw. Talg diente. Alle Metzger mussten das Abfallfett dort verkaufen. Unschlitt war bis ins 19. Jahrhundert als Rohstoff für Talgkerzen, Wagenschmiere und Schuhwichse von großer Bedeutung.
In reichsstädtischer Zeit hieß der Unschlittplatz zunächst Beim Hieserlein. Als Andenken daran gibt es am Unschlitthaus einen Wandbrunnen mit der bronzenen Gesichtsmaske des Hieserlein (um 1400; Original im Germanischen Nationalmuseum). Der Begriff Hieserlein könnte sich auf das Wasserrieseln beziehen, aber auch auf die Abkürzung Hiesel für den Männernamen Matthias, eine Bezeichnung für einen einfältigen Menschen.

Der Platz wurde aber auch nach dem Wirtshaus Beim Goldenen Tischlein genannt. Später nannte man ihn nach dem Unschlitthaus Beim Unschlitthaus. 1809/10 erhielt der Platz die Bezeichnung Unschlittmarkt und erst 1870 seinen heutigen Namen Unschlittplatz.

### Kaspar Hauser

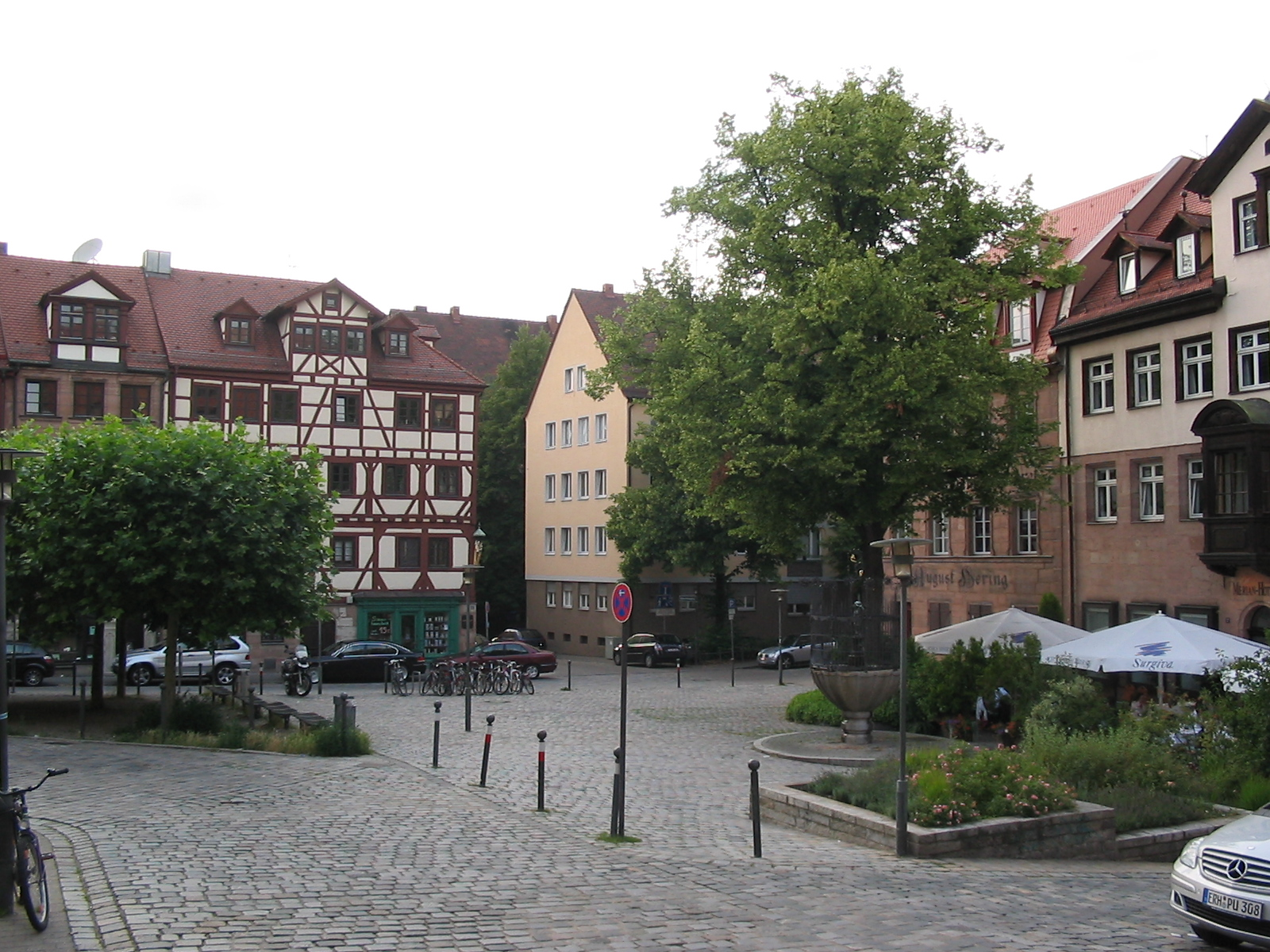
Der Unschlittplatz. In der Bildmitte das Haus Nr. 8.

Der Unschlittplatz erlangte eine überregionale Bekanntheit, als dort am 26. Mai 1828 Kaspar Hauser auftauchte und an der Ecke des Hauses Nr. 8 zwei Nürnberger ansprach. Das Schicksal und die Herkunft des Unbekannten und sein gewaltsamer Tod in Ansbach 1833 haben damals die Welt beschäftigt und bis heute zu zahllosen Forschungen und literarischen Bearbeitungen geführt. An Kaspar Hauser erinnert nicht nur eine Gedenktafel am Haus Unschlittplatz Nr. 8, sondern auch ein Straßendenkmal der Künstlerin Sabine Richter. Sie hat auf einem 12 Meter langen Metallstreifen, der in das Straßenpflaster des Unschlittplatzes eingelassen ist, ein Gedicht über Kaspar Hauser des polnischen Lyrikers Ryszard Krynicki in deutscher und polnischer Sprache eingearbeitet. Ein zentraler Platz des Kreuzgassenviertels wurde 1989 Kaspar-Hauser-Platz genannt. Er liegt nordwestlich des Unschlittplatzes zwischen Mittlerer Kreuzgasse und Unterer Kreuzgasse am Pegnitzufer in der Nähe des Kettensteges.

## Die historischen Bauten

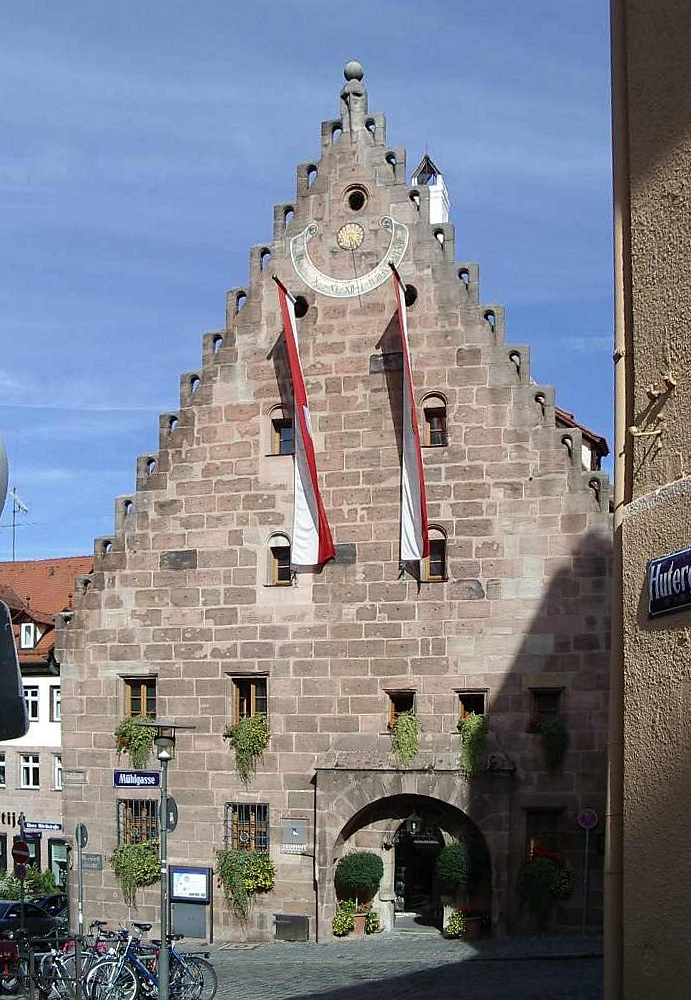
Unschlitthaus in Nürnberg

Der Unschlittplatz gehört mit seinen mittelalterlichen Bauten zu den wenigen erhaltenen historischen Ensembles der Stadt Nürnberg. Am südlichen Ufer der Pegnitz setzt das Unschlitthaus die ehemalige Stadtmauer fort. Davor steht ein Nürnberger Barockpalais aus dem Jahr 1754 von Konrad Büttner. Das oberste Stockwerk wurde 1860 errichtet und das Chörlein 1912 hinzugefügt.
1972 sollten fünf mittelalterliche Häuser abgerissen werden, die den Zweiten Weltkrieg überstanden hatten, darunter an der Westseite die Häuser Unschlittplatz 8–12. Der Widerstand der Altstadtfreunde Nürnberg verhinderte den Abriss. Die Häuser wurden in den Jahren 1976 bis 1981 restauriert und vermitteln seitdem mit dem freigelegten Fachwerk einen Eindruck vom früheren Aussehen des Platzes.
Erich Mulzer schrieb dazu: „Unter den Häusern am Unschlittplatz ist die 1981 restaurierte Reihe Nr. 8-12 am bemerkenswertesten. Das rechte Eckgebäude, schon 1599 als Haus mit dem Marienbild erwähnt, trägt eine schöne holzgeschnitzte Madonna (Original im Germanischen Nationalmuseum). Nach den Formen der Fachwerkgefüge im 1. und 2. Stockwerk gehört der Bau im Kern noch dem 15. Jahrhundert an. Ebenso alt ist ein kleines Handwerkerhaus (mit putzigem Dachausbau in Nürnberger Art aus dem Jahr 1900) in der südlich der Häusergruppe einmündenden Oberen Kreuzgasse. Das Haus Unschlittplatz 5 Zum Mühlstein aus der zweiten Hälfte des 18. Jahrhunderts besitzt eine neugotische Tür von etwa 1840 und einen reichen Handwerker-Ausleger der Jahrhundertwende. Rechts daneben (Nr. 7) folgt ein charakteristisches Wohnhaus von 1852 mit einem Holzchörlein von 1950. Gegenüber dem Unschlitthaus-Giebel steht das Hauptmannshaus, eine Dienstwohnung reichsstädtischer Offiziere, mit mehrmals verändertem Fachwerk, einem Ladenvorbau von 1881 und der Eckfigur des St. Rochus von etwa 1520 (Original in der Holzschuherkapelle des Johannisfriedhofs). [...] Südlich des Unschlittplatzes ragt das hohe Sandsteingebäude der ehemaligen Almosmühle (Mühlgasse 3) mit der Jahreszahl 1617 und dem Mülleremblem auf. Die Wasserkraft lieferte der früher die steile Hutergasse herunterschießende Fischbach, der heute zwar verrohrt ist, aber immer noch denselben Weg nimmt.“
Seit 1959 steht eine Kopie des Dudelsackpfeiferbrunnens auf dem Unschlittplatz. Der Brunnen entstand 1880 als Nachguss eines Holzmodells von etwa 1550 (im Germanischen Nationalmuseum).